# VLMエアラインズ

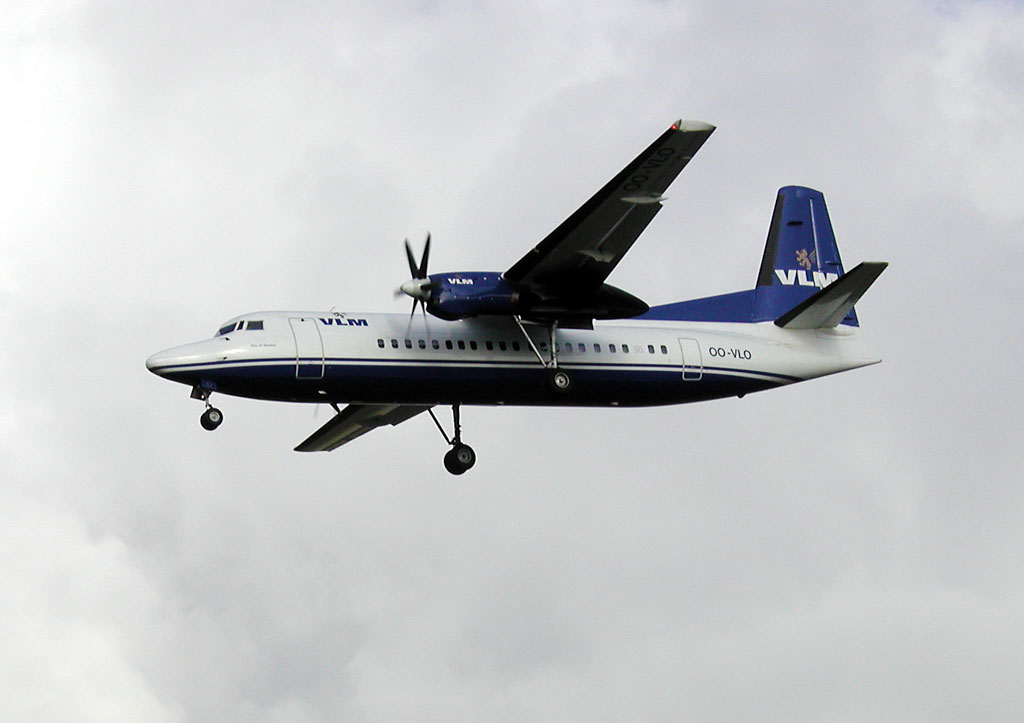
以前のVLM塗装のフォッカー 50

VLMエアラインズ（VLM Airlines）はベルギーを拠点に置き、かつて存在した航空会社。VLMはオランダ語のVlaamse Luchttransportmaatschappij の略称である。

## 初代
1992年にアントウェルペンで設立。当初はチャーター便を運航していたが、1993年にアントウェルペン国際空港とロンドン・シティ空港を結ぶ定期便の運航を開始。2008年から親会社のシティジェットとともにエールフランス‐KLMの傘下となっていたが、2014年にドイツのイントロ・アビエーションに売却された。
最末期には11機のフォッカー50で運航していたが、2016年6月、倒産に伴い運航を停止した 。
その後2017年に新法人が設立され再スタートを切ったが、会社を清算するという株主側の決定により2018年8月31日をもって運航終了した。

## 2代目
2017年10月30日、オランダの投資会社などが出資した新会社が旧VLMエアラインズから事業を承継の上で、アントワープ～ロンドン・シティ空港線で運航を開始した。

### 機材
2017年11月現在のフリートは以下の通り。
- フォッカー50 - 7機
- エアバスA320-200 - 1機